# جون بيتس
جون بيتس هو سياسي كندي، ولد في 17 فبراير 1949 في مونكتون في كندا. حزبياً، نشط في الحزب التقدمي المحافظ في نيو برونزويك ‏. وقد انتخب عضو الجمعية التشريعية لنيو برونزويك ‏.